# گتو بویز
گتو بویز (به انگلیسی: Geto Boys) یک گروه هیپ هاپ آمریکایی بود که در سال ۱۹۸۷ در هیوستون تگزاس تشکیل شد.